# När molnen skingras
När molnen skingras är en svensk dokumentärfilm från 2016 i regi av Lasse Zackrisson. Filmen handlar om sångerskan Ulla Billquist, som var beredskapsårens mest berömda röst i Sverige, men vars egen berättelse hittills inte har berättats fullt ut. Där antyds även att Hasse Ekmans film Flicka och hyacinter handlar om Ulla Billquists liv.
Med hjälp av arkivmaterial, fotografier och skivinspelningar samt släktingar, vänner, kollegor och experter försöker filmen pussla ihop vem hon egentligen var och vad som hände henne. Ett indiciepussel presenteras, liknande ett kriminaldrama. Varför orkade den mytomspunna och älskade artisten inte leva vidare? Och varför blev det bara en liten notis i pressen när hon som var en av Sveriges allra största artister tog sitt liv?

## Medverkande i urval
- Staffan Göthe – berättare
- Margaretha Byström – Brita Conradson (1913–2014), väninna till Ulla Billquist
- Alice Babs – sig själv
- Brigitte Reydel – dotter till Åsa Billquist-Roussel
- Robert Hahn – son till Gunnar Hahn (Ulla Billquists tredje make)